# Слобода-Ровнянская
Слобода-Ровнянская (укр. Слобода-Рівнянська) — село в Рожнятовской поселковой общине Калушского района Ивано-Франковской области Украины.
Население по переписи 2001 года составляло 584 человека. Занимает площадь 15,5 км². Почтовый индекс — 77632. Телефонный код — 0-3474.